# Škoda 6 R
Škoda 6 R − model tylnonapędowego samochodu osobowego wytwarzany w latach 1929–1930 przez przejęte przez firmę Škoda zakłady Laurin & Klement w Mladá Boleslav
Umieszczony nad przednią osią czterosuwowy rzędowy czterocylindrowy dolnozaworowy silnik o pojemności skokowej 2916 cm³ i mocy maksymalnej 36,7 kW (50 KM) przy 3000 obr./min pozwalał rozpędzić pojazd do prędkości 100 km/h.
Model 6 R dostępny był w dwóch sześciomiejscowe wersjach nadwoziowych: phaéton i limuzyna.
Łącznie wyprodukowano 322 egzemplarzy tego modelu.